# Comme des phénix : L'Esprit paralympique
Pour plus de détails, voir Fiche technique et Distribution.
Comme des phénix : L'Esprit paralympique (Rising Phoenix en anglais) est un documentaire de 2020 réalisé par Ian Bonhôte et Peter Ettedgui et mettant en vedette Tatyana McFadden, Bebe Vio, Jean-Baptiste Alaize et Jonnie Peacock entre autres. Le film raconte l’histoire des Jeux paralympiques au travers de neuf sportifs et leur parcours.
Rising Phoenix est sorti le 26 août 2020 sur Netflix. Le film a reçu d'excellentes critiques. C'est une production de HTYT Films et Passion Pictures en association avec Ventureland et Misfits Entertainment.